# Heinsen
Heinsen er en kommune i den nordvestlige del af Landkreis Holzminden i den tyske delstat Niedersachsen, med 831 indbyggere (2012), og en del af amtet Bodenwerder-Polle.

## Geografi
Heinsen ligger ved Oberweser i Weserbergland i et stort skovområde. Fra Stollenberg kan man se flere af Wesers store meandersving og det 495 meter høje Köterberg, der er det højeste bjerg i Weserbergland. Andre småbjerge er Waul, Wilmeröder Berg, Hopfenberg og Bruchholz.

### Nabokommuner
Kommunen Heinsen grænser til Höxter (landsbyerne Stahle og Bödexen), Polle, Bevern (landsbyen Forst) og Lügde (landsbyen Hummersen).